# 전염병

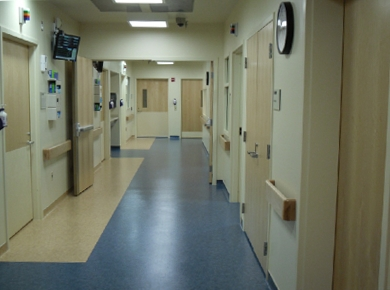
전염병 환자의 날숨이 외부로 확산되지 않게 막기 위한 음압병동.

전염병(傳染病, contagious disease)은 사람과 사람 사이에 직간접적으로 전파확산되는 질병이다. 감염병과 비슷하지만 미묘하게 다르다.
감염병은 세균, 기생충, 바이러스 등의 병원체를 인간에게 옮기는 매개체(vector)를 통해 확산되는 질병이다. 여기서 매개체는 말라리아를 옮기는 모기, 각종 혈액감염병의 오염된 주삿바늘, 성병의 성행위 등이 포함된다. 그러므로 이런 매개체를 근절하는 것이 감염병 예방에 주효하다. 반면 전염병은 특별한 매개체 없이 일상생활만 영위하는 가운데 자기도 모르게 걸릴 수 있다. 병원체로 오염된 물건을 일상 생활 중에 만지거나, 병원체가 떠다니는 공기 중에서 숨을 쉬거나, 병원체로 오염된 물을 마시거나 하는 것을 통해 자연스럽게 확산된다. 이렇게 일상생활 가운데 병원체가 확산이 잘 되는 정도를 전염성(傳染性, contagiosity)이라고 한다.
비전염감염병도 존재하지만, 대부분의 감염병은 동시에 전염병이고, 상호간의 엄밀한 구획은 아직 마련되어있지 않다.
전염병의 확산을 방지하기 위해서는 환자를 다른 인간들의 일상생활로부터 격리해야 한다.

## 전염력
전염력(傳染力)은 병원체가 감염을 일으키거나 질병을 유발하는 활성 정도를 나타내는 용어이다. 정량적으로 아이디(ID 또는 Minimal Infective Dose) 50으로 표현하는데 이는 일정 환경에서 병원체에 노출된 동물이나 사람의 50%를 감염시키는 데 필요한 병원체의 양을 의미한다.

## 같이 보기
- 코로나바이러스감염증-19
- 중증급성호흡기증후군
- 중동호흡기증후군